# Velibor Vasović
Velibor Vasović (Servisch: Велибор Васовић; Požarevac, 3 oktober 1939 – Belgrado, 4 maart 2002) was een Joegoslavisch voetballer die uitkwam voor Partizan Belgrado, Rode Ster Belgrado, Ajax en het Joegoslavische elftal. Hij speelde drie Europacup I-finales waarvan hij er één won.

## Biografie
In 1966 verloor hij de finale met Partizan van Real Madrid (2-1, het enige Partizan-doelpunt werd gemaakt door Vasović). Drie jaar later verloor Vasović met Ajax zijn tweede Europacup I-finale, deze keer was AC Milan met 4-1 te sterk. Ook in deze finale scoorde Vasović - uit een strafschop - het enige tegendoelpunt. Driemaal bleek uiteindelijk scheepsrecht voor Vasco. In 1971 won hij als aanvoerder met Ajax op Wembley de Europacup I door het Griekse Panathinaikos met 2-0 te verslaan.
Ook won hij met zowel Ajax als Partizan het landskampioenschap. Hij speelde van 1966 tot 1971 voor Ajax. In die periode speelde hij 145 wedstrijden waarin hij dertienmaal scoorde. Met Ajax werd hij drie keer landskampioen, won hij drie keer de beker en één keer de Europacup I. Vasović was de eerste buitenlandse aanvoerder van Ajax.
Na zijn voetbalcarrière was hij onder andere trainer bij Paris St. Germain. Later werd hij advocaat in Belgrado.
"Vasco" overleed in 2002 aan een hartaanval. Waar Johan Cruijff symbool was voor het aanvallende Ajax, zal hij altijd het symbool van de verdediging van het 'grote Ajax' zijn. Daarnaast stond Vasco bekend als een liefhebber van het spel en gaf hij niets om geld. Na de verloren Europacup I-finale in 1969 zei hij:

Ik wilde op het hoogtepunt van mijn carrière doen zoals toen ik begon: voetballen om de liefde voor het spel. Eerst wilde ik de geldpremie voor het spelen van de Europacupfinale niet hebben, maar bestuur en spelers gingen daarmee niet akkoord. Nu zal ik het geld wel aannemen, maar ik geef het aan mijn broer. Hij is leraar in Joegoslavië. Hij verdient driehonderd gulden per maand en kan het geld goed gebruiken.

In 2005 vernoemde Amsterdam de Velibor Vasovićbrug naar hem.

## Erelijst

### Als speler
| Competitie         |                   |                                    |                   |                   |
| Competitie         | Aantal            | Jaren                              |                   |                   |
| Partizan Belgrado  | Partizan Belgrado | Partizan Belgrado                  | Partizan Belgrado | Partizan Belgrado |
| ------------------ | ----------------- | ---------------------------------- | ----------------- | ----------------- |
| Prva Liga          | 4x                | 1960/61, 1961/62, 1962/63, 1964/65 |                   |                   |
| Rode Ster Belgrado |                   |                                    |                   |                   |
| Prva Liga          | 1x                | 1963/64                            |                   |                   |
| Ajax               |                   |                                    |                   |                   |
| Internationaal     |                   |                                    |                   |                   |
| Europacup I        | 1x                | 1970/71                            |                   |                   |
| Nationaal          |                   |                                    |                   |                   |
| Eredivisie         | 3x                | 1966/67, 1967/68, 1969/70          |                   |                   |
| KNVB beker         | 3x                | 1966/67, 1969/70, 1970/71          |                   |                   |

### Als trainer
| Prva Liga | 1x | 1987/88 |